# 2024 BX1
2024 BX1 era un asteroide o meteoroide delle dimensioni di circa un metro entrato nell'atmosfera terrestre il 21 gennaio 2024 alle 00:33 UTC. Si è disintegrato rendendosi visibile come un bolide su Berlino. È stato scoperto meno di tre ore prima dell'impatto dall'astronomo ungherese Krisztián Sárneczky presso la stazione Piszkéstető dell'Osservatorio Konkoly sui Monti Mátra, in Ungheria. 
L'asteroide era stato inizialmente postato sulla pagina NEOCP  con la designazione temporanea Sar2736 ed è stato prontamente osservato da 14 osservatori europei, tra cui diversi italiani (204 - Osservatorio G.V. Schiapparelli, K51 - Osservatorio del Celado, 104 - San Marcello Pistoiese, K63 - Osservatorio G. Pascoli, 203 - GiaGa Observatory, G18 ALMO Observatory di Padulle). Nella circolare di scoperta sono state pubblicate 188 osservazioni.
2024 BX1 è l'ottavo asteroide scoperto prima dell'impatto con la Terra. Gli altri sono stati: 2008 TC3, 2014 AA, 2018 LA, 2019 MO, 2022 EB5, 2022 WJ1 e 2023 CX1. Per Sárneczky è la terza scoperta di un asteroide che ha poi avuto un impatto con la Terra. Prima dell’impatto, 2024 BX1 era un asteroide near-Earth su un’orbita di tipo Apollo che intersecava quella terrestre
Il 25 gennaio 2024 sono stati recuperati dei frammenti di meteorite nella località di Ribbeck, frazione di Nauen  .